# Mikelripszi
Mikelripszi (abch. Mkialrypsz) – wieś w Gruzji (Abchazji), w regionie Gagra. W 2011 roku liczyła 326 mieszkańców.